# 短機関銃・PDW等の一覧
短機関銃・PDW等一覧（たんきかんじゅう・PDWとういちらん）は、各種短機関銃・PDWの一覧である。

## 第二次世界大戦まで

### 短機関銃

#### アメリカ
- トンプソン・サブマシンガン
- M2サブマシンガン
- M3サブマシンガン
- UD M42
- レイジングM50

#### イギリス
- ランチェスター
- ステン短機関銃
- ウェルガン

#### ドイツ
- MP18
- ハーネルMP28短機関銃
- MP35
- MP3008
- MP40
- ハーネルMP41短機関銃
- EMP35
- EMP44

#### イタリア王国
- ビラール・ペロサM1915
- OVP短機関銃(英語版)
- ベレッタM1918
- ベレッタM38
- OG-43
- TZ-45

#### スペイン
- Z-45

#### スイス
- SIG MKMS

#### チェコスロバキア
- ZK-383

#### オーストリア
- S1-100

ハンガリー
Danuvia43M サブマシンガン

#### ポーランド
- ブリスカヴィカ

#### フィンランド
- スオミ KP/-26
- スオミ KP/-31
- KP/M44

#### スウェーデン
- カールグスタフm/45

#### ソ連
- PPD-34
- PPD-40
- PPSh-41
- PPS

#### 大日本帝国
- 試製自働短銃 1927年型
- 試製自働短銃 1928年型
- 一〇〇式機関短銃
- 試製一型機関短銃
- 試製二型機関短銃

#### アルゼンチン
- アルコン M-1943

#### オーストラリア
- オーウェン・マシンカービン
- オーステン

## 第二次世界大戦後

### 短機関銃

#### アメリカ
- S&W M76
- TEC-DC9
- キャリコM100
- スタームルガー MP9
- イングラムM6
- イングラムM10
- コルト9mmSMG
- クリス ヴェクター
- SIG MPX

#### チェコスロバキア
- Vz 61
- スコーピオンEVO3

#### ドイツ
- H&K MP5
- H&K UMP
- ワルサーMP

#### イタリア
- ベレッタM12
- フランキ LF-57
- シテス スペクトラ M4
- ベレッタ PMX

#### イギリス
- スターリング

#### フランス
- MAT 49

#### スペイン
- スター Z-70
- スター Z-84

#### オーストリア
- アメリカン180
- ステアーMPi69
- ステアーTMP
- ステアーAUG 9mm

#### ハンガリー
- FEG KGP-9

#### ポーランド
- PM-63 RAK
- PM-84

#### ブルガリア
- シプカ

#### ユーゴスラビア
- M49短機関銃
- M56短機関銃
- ツァスタバ マスターFLG

#### イスラエル
- UZI

#### 中華人民共和国
- 64式微声冲鋒槍
- 79式冲鋒槍
- 82式冲鋒槍
- 85式冲鋒槍
- 85式微声冲鋒槍
- 05式微声冲鋒槍

#### 中華民国
- 77式短機関銃

#### 韓国
- K1
- K7

#### ベトナム
- K50M

#### インド
- MSMC

#### ロシア
- PP-19 Bizon
- PP-90
- PP-91
- PP-93

#### 日本
- ニューナンブM66
- 9mm機関けん銃

#### アルゼンチン
- FMK-3

#### オーストラリア
- F1

#### フィンランド
- ヤティマチック

### PDW

#### アメリカ
- KAC 6x35mm PDW
- AR-57

#### ドイツ
- H&K MP7

#### ベルギー
- FN P90

#### スウェーデン
- CBJ-MS

#### ロシア
- PP-2000